# Papiro 103
Il Papiro 103 ({\displaystyle {\mathfrak {p}}}103) è un antico manoscritto del Nuovo Testamento, contenente frammenti del Vangelo secondo Matteo (13:55-56 e 14:3-5), datato tra la fine del II e gli inizi del III secolo. È conservato presso la Sackler Library (P. Oxy. 4403).
Appartiene probabilmente allo stesso codice di {\displaystyle {\mathfrak {p}}}77.

## Testo
Il testo greco del codice è rappresentativo del tipo testuale alessandrino, in uno stato molto antico, secondo Comfort.
In Matteo 13:55, il nome del secondo fratello di Gesù è riportato come «[...]ης», cosicché sia «Ἰωάννης» (Giovanni) sia «Ἰωσῆς» (Ioses) sono lezioni possibili.
- «Ἰωάννης» (Ioannes): א* D M U Γ 2 28 579 1424 Byzmss vgmss Origenept;
- «Ἰωσῆς» (Ioses) K L W Δ Π 0106 f13 22 565 1241 1582mg Byzmss itk,qc cosa,bomss Basilio di Cesarea;
- «Ἰωσῆ» (Iose) 118 157 700* 1071 syrh cobomss;
- «Ἰωσὴφ» (Ioseph) א2 B C N Θ f1 33 700c 892 lat syrs,c,hmg mae-1 Codex Schøyen cobomss Origenept